# Afrorhytida trimeni
Afrorhytida trimeni  (англ.) — вид редких хищных лёгочных улиток из семейства Rhytididae (Rhytidoidea, Stylommatophora, Gastropoda). Эндемики Южной Африки (Восточно-Капская провинция). Встречаются от уровня моря до высоты в 500 м. Основная окраска коричневая. Диаметр ракушек до 25 мм. Формула 1+(13-14)+(6-9), длина радулы до 19,5 мм. Вид был назван в честь южноафриканского энтомолога Роланда Тримена (Roland Trimen, 1840—1916), куратора Южноафриканского музея (1872-95), собравшего типовые экземпляры для авторов описания (Melvill & Ponsonby).